# Ilmar Kullam
Ilmar Kullam   (Tartu, 15 de juny de 1922 - Tartu, 2 de novembre de 2011) fou un jugador de bàsquet estonià que va competir sota bandera de la Unió Soviètica durant les dècades de 1940 i 1950. És considerat un dels millors bases i entrenadors de bàsquet d'Estònia.
El 1952 va prendre part en els Jocs Olímpics d'Estiu de Hèlsinki, on guanyà la medalla de plata en la competició de bàsquet. En el seu palmarès també destaquen tres medalles d'or en el Campionat d'Europa de bàsquet, el 1947, 1951 i 1953.
A nivell de clubs jugà al Kalev Tallinn, l'USK Tartu, amb qui guanyà el campionat soviètic de 1949 i el i l'EPA Tartu. Guanyà el campionat de la RSS d'Estònia de bàsquet el 1948, 1956, 1957 i 1960. Una vegada retirat fou l'entrenador de l'USK Tartu i la selecció d'Estònia del 1960 al 1975. Del 1978 al 1987 va ser l'entrenador de la selecció femenina de la RSS d'Estònia.
El 2010 va ser inclòs al Saló de la Fama del Bàsquet d'Estònia.